# Ablabera bagamojana
Ablabera bagamojana is een keversoort uit de familie bladsprietkevers (Scarabaeidae). De wetenschappelijke naam van de soort werd voor het eerst geldig gepubliceerd in 1897 door Ernst Brenske.